# Raso
Raso ou Raaso est un woreda du Sud de l'Éthiopie situé dans la zone Afder de la région Somali. Créé vers 2020[réf. souhaitée] ce district porte le nom de son centre administratif, la ville de Raaso.
La ville de Raaso se trouve sur la route Robe-Imi une cinquantaine de kilomètres à l'ouest d'Imi.
Le district forme l'extrémité nord de la zone Afder au moins depuis 2020.
Limitrophe de la zone Est Bale de la région Oromia et de la zone Shabelle de la région Somali,, ses 297 km2 de superficie en font le plus petit district de la zone Afder.